# Baie de Dublin
Cet article concerne la baie. Pour la réserve de biosphère, voir Réserve de biosphère de la baie de Dublin.

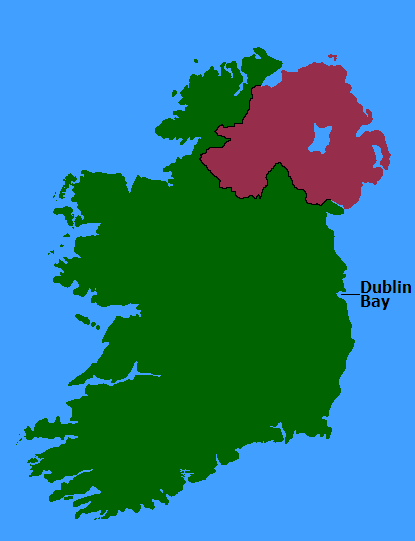
Localisation de la baie de Dublin.

La baie de Dublin (en anglais : Dublin Bay - en irlandais : Cuan Bhaile Átha Cliath) est une baie de la mer d'Irlande située dans la côte est de l'Irlande.